# Veymandoo
Veymandoo (malediw. ވޭމަންޑޫ) – wyspa na Malediwach, stolica atolu Thaa. Według danych na rok 2014 liczyła 1118 mieszkańców.